# Tom Dernies
Tom Dernies (né le 22 novembre 1990 à Soignies) est un coureur cycliste belge. C'est le fils de l'ancien coureur professionnel Michel Dernies.

## Biographie
Tom Dernies naît le 22 novembre 1990 à Soignies en Belgique.
Membre du RC Pesant Club Liégeois en 2010, il entre chez Lotto-Bodysol Pôle Continental Wallon en 2011, puis court à partir de 2012 pour l'équipe Wallonie Bruxelles-Crédit agricole, devenant l'année suivante Wallonie-Bruxelles. l devient professionnel au sein de cette équipe en 2012,. 
En 2013, il termine 2e de la Flèche ardennaise et 3e de la Course des chats.
En 2014, il remporte le classement de la montagne du Tour de Luxembourg et de l'Eurométropole Tour.
Fin 2020, il n'est pas conservé par son équipe Natura4Ever-Roubaix Lille Métropole, faute de résultats. Tom Deniers s'engage alors avec le club Dunkerque Grand Littoral Cofidis pour 2021.  

## Palmarès et classements mondiaux

### Palmarès sur route
- 2013[2]
  - 2e de la Flèche ardennaise
  - 3e de la Course des chats

### Classements mondiaux
| Année           | 2012 | 2013 | 2014 | 2015 |
| --------------- | ---- | ---- | ---- | ---- |
| UCI Europe Tour | 590e | 191e | 444e | 755e |